# Liste der Kulturdenkmäler in Billigheim-Ingenheim
In der Liste der Kulturdenkmäler in Billigheim-Ingenheim sind alle Kulturdenkmäler der rheinland-pfälzischen Ortsgemeinde Billigheim-Ingenheim aufgeführt. Grundlage ist die Denkmalliste des Landes Rheinland-Pfalz (Stand: 14. August 2023).

## Appenhofen

### Einzeldenkmäler
| Bezeichnung                       | Lage                                     | Baujahr                            | Beschreibung                                                                              | Bild                           |
| --------------------------------- | ---------------------------------------- | ---------------------------------- | ----------------------------------------------------------------------------------------- | ------------------------------ |
| Hofanlage                         | Im Eck 8 Lage                            | zweite Hälfte des 18. Jahrhunderts | Hakenhof; spätbarocke Fachwerkbauten, zweite Hälfte des 18. Jahrhunderts                  | Fotos hochladen                |
| Grabmal                           | Im Häg, auf dem Friedhof Lage            | um 1950                            | Grabmal Familie Mayer-Schau, um 1950                                                      | Fotos hochladen                |
| Hofanlage                         | Kaiserbachstraße 30 Lage                 | 18. Jahrhundert                    | Unterstallhaus; barockes Fachwerkhaus, teilweise massiv, Krüppelwalmdach, 18. Jahrhundert | Fotos hochladen                |
| Simultankirche St. Johann Baptist | nordöstlich des Ortes; Flur Im Heck Lage | um 1400                            | kleiner gotischer Saalbau, um 1400                                                        | weitere Bilder Fotos hochladen |

## Billigheim

### Einzeldenkmäler
| Bezeichnung                 | Lage                                     | Baujahr                                                | Beschreibung | Bild                           |
| --------------------------- | ---------------------------------------- | ------------------------------------------------------ | --- | ------------------------------ |
| Hofanlage                   | Alte Torstraße 1 Lage                    |                                                        | Hofanlage, im Kern barock; Fachwerkhaus, teilweise massiv | weitere Bilder Fotos hochladen |
| Stadttor                    | Alte Torstraße, in Nr. 8–13 Lage         | frühes 15. Jahrhunderts oder um 1550                   | in vier Gebäuden erhaltene Reste einer früher bedeutenden Toranlage (Barbakane oder Torzwinger), teils altes Material neu versetzt; entweder erste Stadtbefestigung des frühen 15. Jahrhunderts oder Neubefestigung um 1550                                                   | weitere Bilder Fotos hochladen |
| Brunnen                     | Bergstraße, zwischen Nr. 16 und 18 Lage  | 18. Jahrhundert                                        | barocker Ziehbrunnen, 18. Jahrhundert | Fotos hochladen                |
| Hofanlage                   | Bergstraße 20 Lage                       | 16. bis 18. Jahrhundert                                | Hofanlage, 16. bis 18. Jahrhundert; Wohnhaus, im Kern aus der Renaissance, bezeichnet 1556 (Bild), Fachwerk-Obergeschoss aus dem 18. Jahrhundert, Stein mit hebräischen Schriftzeichen, 1739                                                                                  | Fotos hochladen                |
| Torschreiberhaus            | Marktstraße 2 Lage                       | 1752                                                   | ehemaliges Zollhaus; barockes Fachwerkhaus, teilweise massiv, Walmdach, bezeichnet 1752 (Bild); Neuaufbau unter Verwendung originaler Teile | Fotos hochladen                |
| Katholisches Pfarrhaus      | Marktstraße 8 Lage                       | 1725                                                   | ehemaliges katholisches Pfarrhaus; barocker Walmdachbau, bezeichnet 1725, Altan wohl um 1910 | Fotos hochladen                |
| Hofanlage                   | Marktstraße 10 Lage                      | 16. bis 19. Jahrhundert                                | Vierseithof, teilweise Fachwerk verputzt, 16. bis 19. Jahrhundert | Fotos hochladen                |
| Wohnhaus                    | Marktstraße 12/14 Lage                   | 18. Jahrhundert                                        | barockes Fachwerkdoppelwohnhaus, teilweise massiv, 18. Jahrhundert | Fotos hochladen                |
| Torbogen                    | Marktstraße, an Nr. 19 Lage              | 1744                                                   | Torbogen, barock, bezeichnet 1744 | weitere Bilder Fotos hochladen |
| Wohnhaus                    | Marktstraße 21 Lage                      | 18. Jahrhundert                                        | barockes Fachwerkwohnhaus, verputzt, 18. Jahrhundert | weitere Bilder Fotos hochladen |
| Schulhaus                   | Marktstraße 27 Lage                      | 1895                                                   | ehemalige protestantische Schule; zweiflügeliger spätgründerzeitlicher Bau, 1895 | Fotos hochladen                |
| Hofanlage                   | Marktstraße 28 Lage                      | 16. bis 20. Jahrhundert                                | Hofanlage, 16. bis 20. Jahrhundert; zweiflügeliges Krüppelwalmdachbau, teilweise Fachwerk, im Kern aus der Renaissance, bezeichnet 1565 und 1566, Umbau bezeichnet 1802 und 1806, Neidkopfreliefs, Wirtschaftsgebäude, teilweise Fachwerk, vorwiegend aus dem 19. Jahrhundert | Fotos hochladen                |
| Rathaus                     | Marktstraße 29 Lage                      | Mitte des 19. Jahrhunderts                             | spätklassizistischer Walmdachbau, Mitte des 19. Jahrhunderts | weitere Bilder Fotos hochladen |
| Protestantische Pfarrkirche | Marktstraße, hinter Nr. 29 Lage          | ab dem 11. Jahrhundert                                 | ehemals St. Martin; stattlicher spätgotischer Saalbau, hochgotischer Chor um 1325, Langhaus 1522, Turm im Untergeschoss aus dem 11. Jahrhundert, im 13. Jahrhundert und 16. Jahrhundert erhöht, Barockhaube aus dem 18. Jahrhundert                                           | weitere Bilder Fotos hochladen |
| Kriegerdenkmal              | Marktstraße, bei Nr. 29 Lage             | 20. Jahrhundert                                        | Kriegerdenkmal 1914/18 | Fotos hochladen                |
| Steinkistengrab             | Marktstraße, bei Nr. 29 Lage             |                                                        | vorgeschichtliches (?) Steinkistengrab | Fotos hochladen                |
| Gasthaus „Zum Lamm“         | Marktstraße 33 Lage                      | 1708                                                   | Hofanlage; reicher barocker Fachwerkbau, teilweise massiv, bezeichnet 1708 und 1950 (renoviert) | Fotos hochladen                |
| Hofanlage                   | Marktstraße 40 Lage                      | 18. Jahrhundert                                        | barocke Hofanlage; Fachwerkhaus und -scheune, Krüppelwalmdächer, 18. Jahrhundert | Fotos hochladen                |
| Torbogen                    | Marktstraße, an Nr. 46/48 Lage           | 1731                                                   | barocker Torbogen, bezeichnet 1731; Renaissance-Treppenturm | Fotos hochladen                |
| Obertor                     | Marktstraße, bei Nr. 47 Lage             | 1468                                                   | Teil der ehemaligen Stadtbefestigung; viergeschossiger Torturm, bezeichnet 1468; späterer Mansarddachvorbau | weitere Bilder Fotos hochladen |
| Wohnhaus                    | Nördliche Wallstraße 24 Lage             | 1829                                                   | winkelförmiges Wohnhaus; Krüppelwalmdachbau mit älteren Teilen, bezeichnet 1829, an das mittelalterliche Obertor angebaut | Fotos hochladen                |
| Protestantisches Pfarrhaus  | Raiffeisenstraße 3 Lage                  | 1785/86                                                | ehemaliges protestantisches Pfarrhaus; spätbarocker Walmdachbau, 1785/86 | Fotos hochladen                |
| Friedhofskreuz              | Rohrbacher Straße, auf dem Friedhof Lage | 1833                                                   | Friedhofskreuz, klassizistisch, Rotsandstein, bezeichnet 1833 | Fotos hochladen                |
| Schmiede                    | Schafgasse 1/1a Lage                     | 17. Jahrhundert                                        | ehemaliges Schmiedeanwesen; barockes Fachwerkhaus, teilweise massiv, Krüppelwalmdach, 17. Jahrhundert | Fotos hochladen                |
| Hofanlage                   | Schafgasse 2 Lage                        | zweite Hälfte des 18. oder Anfang des 19. Jahrhunderts | Hofanlage; spätbarockes Fachwerkhaus, zweite Hälfte des 18. oder Anfang des 19. Jahrhunderts | Fotos hochladen                |
| Pfalzgrafenmühle            | nordöstlich des Ortes Lage               | 18. und 19. Jahrhundert                                | Vierflügelanlage, 18. und 19. Jahrhundert; spätbarockes Wohnhaus, zweite Hälfte des 18. Jahrhunderts | weitere Bilder Fotos hochladen |

## Ingenheim

### Denkmalzonen
| Bezeichnung                    | Lage                | Baujahr    | Beschreibung | Bild                           |
| ------------------------------ | ------------------- | ---------- | --- | ------------------------------ |
| Denkmalzone Jüdischer Friedhof | Am Pfaffenberg Lage | um 1650/85 | um 1650/85 eröffnet, 2220 Grabsteine, die ältesten vom Ende des 17. Jahrhunderts, auch nach dem Zweiten Weltkrieg belegt | weitere Bilder Fotos hochladen |

### Einzeldenkmäler
| Bezeichnung                         | Lage                       | Baujahr                            | Beschreibung | Bild                           |
| ----------------------------------- | -------------------------- | ---------------------------------- | --- | ------------------------------ |
| Hofanlage                           | Bergzaberner Straße 9 Lage | 18. Jahrhundert                    | Hakenhof; barockes Fachwerkhaus, wohl aus dem 18. Jahrhundert | Fotos hochladen                |
| Protestantische Pfarrkirche         | Hauptstraße 39 Lage        | 1823                               | klassizistischer Rechtecksaal, Rundbogengliederung, 1823, Architekt Friedrich Samuel Schwarze                                                                                            | weitere Bilder Fotos hochladen |
| Wohnhaus                            | Kirchstraße 2 Lage         | zweite Hälfte des 18. Jahrhunderts | spätbarockes Fachwerkhaus, teilweise massiv, zweite Hälfte des 18. Jahrhunderts, Fachwerkanbau                                                                                           | Fotos hochladen                |
| Wohnhaus                            | Kirchstraße 5 Lage         | 1819                               | nachbarockes Wohnhaus, Fachwerk, bezeichnet 1819, im Kern eventuell älter | Fotos hochladen                |
| Katholische Kirche St. Bartholomäus | Kirchstraße 19 Lage        | 1900                               | neugotische Stufenhalle, Sandsteinquaderbau, 1900, Architekt Wilhelm Schulte I., Neustadt an der Weinstraße; in der Kirchhofmauer Türgewände, bezeichnet 1563; am Chor Kruzifix, um 1900 | weitere Bilder Fotos hochladen |
| Katholisches Pfarrhaus              | Kirchstraße 21 Lage        |                                    | eingeschossiger Krüppelwalmdachbau; Taufstein (Bild), wohl aus dem 18. Jahrhundert | Fotos hochladen                |

## Mühlhofen

### Einzeldenkmäler
| Bezeichnung            | Lage                                                                   | Baujahr                            | Beschreibung                                                                               | Bild                           |
| ---------------------- | ---------------------------------------------------------------------- | ---------------------------------- | ------------------------------------------------------------------------------------------ | ------------------------------ |
| Protestantische Kirche | Billigheimer Straße 2 Lage                                             | 1839/40                            | Rechtecksaal, klassizistisch geprägter Rundbogenstil, 1839/40, Architekt August von Voit   | weitere Bilder Fotos hochladen |
| Grenzstein             | Billigheimer Straße, bei Nr. 2 Lage                                    | 1767                               | Grenzstein, bezeichnet 1767                                                                | Fotos hochladen                |
| Wohnhaus               | Oberdorfstraße 1 Lage                                                  | 18. Jahrhundert                    | barockes Fachwerkhaus, teilweise massiv, 18. Jahrhundert                                   | Fotos hochladen                |
| Wohnhaus               | Oberdorfstraße 19 Lage                                                 | 18. Jahrhundert                    | eingeschossiges Fachwerkhaus, wohl aus dem 18. Jahrhundert                                 | Fotos hochladen                |
| Hofanlage              | Waldstraße 18 Lage                                                     | Mitte des 19. Jahrhunderts         | spätklassizistischer Dreiseithof mit Altenteil, Mitte des 19. Jahrhunderts                 | Fotos hochladen                |
| Hofanlage              | Waldstraße 27 Lage                                                     | 18. Jahrhundert                    | Dreiseithof; barockes Fachwerkhaus, teilweise massiv, 18. Jahrhundert                      | Fotos hochladen                |
| Maußhardtmühle         | nordöstlich des Ortes Lage                                             | 18. Jahrhundert                    | auch Untermühle; barockes Fachwerkgehöft, 18. Jahrhundert; spätbarocker Krüppelwalmdachbau | weitere Bilder Fotos hochladen |
| Kilometerstein         | südlich des Ortes an der L 544; Flur Auf dem oberen Heuchelheimer Lage | zweite Hälfte des 19. Jahrhunderts | Kilometerstein; Sandsteinkegel, zweite Hälfte des 19. Jahrhunderts                         | Fotos hochladen                |
| Napoleonsbank          | südlich des Ortes an der L 544; Roter Berg Lage                        | 1812                               | Napoleonsbank; Sandsteinbank zwischen Pfosten, bezeichnet 1812 (Bild)                      | Fotos hochladen                |